# براد هوارد
براد هوارد (بالإنجليزية: Brad Howard)‏ هو لاعب كرة قدم أسترالية أسترالي، ولد في 21 ديسمبر 1987 في كوينزلاند في أستراليا.

## وصلات خارجية
- براد هوارد على موقع AustralianFootball.com (الإنجليزية)
- براد هوارد على موقع AFLtables.com (الإنجليزية)